# Marocko i olympiska sommarspelen 1976
Marocko deltog i de olympiska sommarspelen 1976 med en trupp bestående av nio deltagare, samtliga män, vilka deltog i nio tävlingar i två sporter. De deltog under perioden 18 - 20 juli, innan landet drog sig ur spelen och anslöt sig till de andra afrikanska nationer som bojkottade OS i protest mot Nya Zeelands deltagande. Ingen av landets deltagare erövrade någon medalj.

## Boxning
Lätt flugvikt
- Abderahim Najim
  1. Första omgången — Förlorade mot Park Chan-Hee (KOR), DSQ-3

## Friidrott
Herrarnas 5 000 meter
- Mohamed Benbaraka
  - Heat — startade inte (→ gick inte vidare, ingen notering)